# Esnes
|  | Per a altres significats, vegeu «Esnes-en-Argonne». |

Esnes és un municipi al departament del Nord (regió dels Alts de França, França). L'any 2006 tenia 624 habitants. Limita al nord amb Wambaix, a l'est amb Haucourt-en-Cambrésis, al sud-est amb Walincourt-Selvigny, al sud amb Crèvecœur-sur-l'Escaut, a l'oest amb Lesdain i al nord-oest amb Séranvillers-Forenville.

## Demografia
| 1962                                       | 1968 | 1975 | 1982 | 1990 | 1999 | 2006 |
| ------------------------------------------ | ---- | ---- | ---- | ---- | ---- | ---- |
| 733                                        | 818  | 809  | 753  | 719  | 656  | 624  |
| Des de 1962: població sense dobles comptes |      |      |      |      |      |      |

## Administració
| Període   | Identitat      | Partit |
| --------- | -------------- | ------ |
| 2001-2008 | Bernard Delhal |        |
| 2008-     | Olivier Gobert |        |